# دانشگاه الشهبا
دانشگاه الشهبا (به عربی: جامعة الشهباء) یک دانشگاه در سوریه است که در حلب واقع شده‌است.